# Eupetomena macroura
Eupetomena macroura là một loài chim trong họ Chim ruồi. Tên gọi thông thường của loài này trong tiếng Anh là Swallow-tailed hummingbird, nghĩa là chim ruồi đuôi én hay chim ruồi đuôi chẻ, do phần lông đuôi dài, chẻ sâu giống như đuôi én.

## Lịch sử phân loại
Loài này được Johann Friedrich Gmelin mô tả khoa học lần đầu tiên dưới danh pháp Trochilus macrourus. Năm 1853, John Gould mô tả và vẽ minh họa loài Eupetomena hirundinacea trên cơ sở Trochilus macrourus của Gmelin, mà nếu tuân theo quy tắc độ ưu tiên thì phải là Eupetomena macroura. Ông viết rằng:
| “ | This species being the most swallow-like member of the entire family of Trochilidae, I have in this instance departed from the rule of priority and adopted the appropriate name of hirundinacea assigned to it by M. Lesson, instead of retaining the indefinite one of macrourus originally bestowed by Gmelin. Loài này là thành viên giống én nhất trong toàn bộ họ Trochilidae, trong trường hợp này tôi đã rời bỏ quy tắc độ ưu tiên và chấp nhận tên gọi phù hợp hirundinacea do ông Lesson đặt cho nó, thay vì duy trì tên gọi macrourus không rõ ràng mà ban đầu Gmelin dành cho nó. | ” |

Năm 1999, Schuchmann K. đề xuất việc gộp E. macroura trong chi Campylopterus, nhưng có rất ít chứng cứ hỗ trợ cho điều này nên danh pháp Campylopterus macrourus ít được các tác giả và tổ chức nghiên cứu về chim chấp nhận.

## Mô tả
Với tổng chiều dài 15–17 cm (6– 6,5 inch), với gần một nửa chiều dài này là do phần đuôi tạo ra và nặng tới 9 g (0,32 oz), nó là loài chim ruồi tương đối lớn. Thật vậy, trong phần lớn khu vực sinh sống của nó, nó là loài lớn nhất trong số các loài chim ruồi điển hình. Đôi cánh của nó dài gần 8 cm - khá lớn so với kích thước của nó theo tiêu chuẩn đối với chim ruồi - mặc dù mỏ của nó chỉ dài bình thường, khoảng 21 mm (0,83 in) không dài hơn về giá trị tuyệt đối so với nhiều họ hàng có kích thước nhỏ hơn.
Bộ lông của nó có màu xanh lục óng ánh ngũ sắc rực rỡ, với phần lông đầu, ngực trên, đuôi và lỗ huyệt màu xanh lam. Các đốm trắng nhỏ phía sau mắt, phổ biến ở các loài chim ruồi, nhưng thường thì không thấy ở loài này, nhưng các chùm lông ở mắt cá chân màu trắng phổ biến ở các loài trong phân họ Trochilinae lại phát triển khá tốt ở loài này. Phần lông cánh màu nâu ánh đen. Mỏ của nó màu đen dài vừa phải hơi cong xuống. Cả hai giới đực cái là rất giống nhau, nhưng trung bình thì chim mái nhỏ hơn khoảng 25% và hơi xỉn màu hơn chim trống. Những con chim chưa trưởng thành trông giống như chim mái, nhưng đầu của chúng đặc biệt xỉn màu và có ánh màu nâu.
Tiếng kêu của nó bao gồm các nốt psek tương đối lớn và những tiếng kêu líu ríu yếu hơn. Tiếng kêu tik được phát ra khi kích động hoặc khi báo động.
Loài chim này hầu như không thể nhầm lẫn được, mặc dù đôi khi vẫn bị nhầm lẫn với loài Thalurania glaucopis. Tuy nhiên, loài kia chỉ có phần lông chỏm đầu màu xanh lam, phần còn lại của đầu nó có màu xanh lục giống với phần bụng.

## Phân loài
- E. m. macroura (Gmelin, JF, 1788): Guiana, Guiana thuộc Pháp, Suriname, bắc, trung và đông nam Brasil,[9] Paraguay, đông bắc Argentina.
- E. m. simoni Hellmayr, 1929: Đông bắc Brasil.
- E. m. cyanoviridis Grantsau, 1988:[10] Đông nam Brasil.
- E. m. hirundo Gould, 1875: Đông Peru.
- E. m. boliviana Zimmer, JT, 1950: Đông bắc Bolivia.

## Sinh sản
Trong phạm vi sinh sống của loài này, người ta có thể thấy chúng tham gia vào một số tập tính liên quan đến sinh sản gần như quanh năm. Khi tán tỉnh, chim trống bay lượn trước mặt chim mái đang đậu và đuổi theo nó trong không trung, và cả hai có thể cùng nhau tạo ra một 'đường bay zig-zag'; hoạt động trước có thể thấy suốt cả ngày trừ những giờ nóng nhất là khoảng giữa trưa, trong khi các cuộc săn đuổi tán tỉnh trong không trung thường xuyên nhất vào lúc hoàng hôn.
Loài chim này được nhìn thấy là mang vật liệu làm tổ từ tháng 7 đến tháng 9 và trong tháng 12. Tổ là một cấu trúc hình chén được lót bằng các sợi thực vật mềm và phủ bên ngoài bằng địa y và rêu, được gắn kết với nhau bằng mạng nhện. Nó được đặt trên một cành cây nằm ngang ở những cây gỗ nhỏ, như Cochlospermum, thường dưới 3 m (10 ft), nhưng đôi khi cao tới 15 m (50 ft) so với mặt đất. Ổ trứng bao gồm hai quả trứng vỏ màu trắng, giống như ở các loài chim ruồi khác. Chỉ có chim mẹ chăm sóc trứng và con non.
Chim non nở sau 15–16 ngày; ban đầu chúng không có lông, ngoại trừ một ít lông tơ ở lưng, và có da sẫm màu. Chúng bắt đầu mọc lông sau 5 ngày hoặc lâu hơn sau khi nở, bắt đầu bằng lông cánh; lông đuôi bắt đầu xuất hiện khoảng 3 ngày sau đó. Chim non được cho ăn trung bình 1-2 lần mỗi giờ, chim mẹ dành khoảng nửa ngày để ấp và cho chim con ăn, nửa ngày còn lại bay xung quanh và kiếm ăn. Chim non ra ràng sau 22-24 ngày nhưng vẫn trở về tổ để ngủ và được ấp thêm vài ngày nữa; chúng độc lập khoảng 2-3 tuần sau khi ra ràng. Hai lứa đẻ có thể có sau đó, đôi khi sử dụng lại tổ cũ; do mùa sinh sản kéo dài, về lý thuyết có thể đẻ ba lứa mỗi năm, nhưng điều này dường như không xảy ra. Loài chim này bắt đầu sinh sản khi 1–2 năm tuổi.

## Hình ảnh

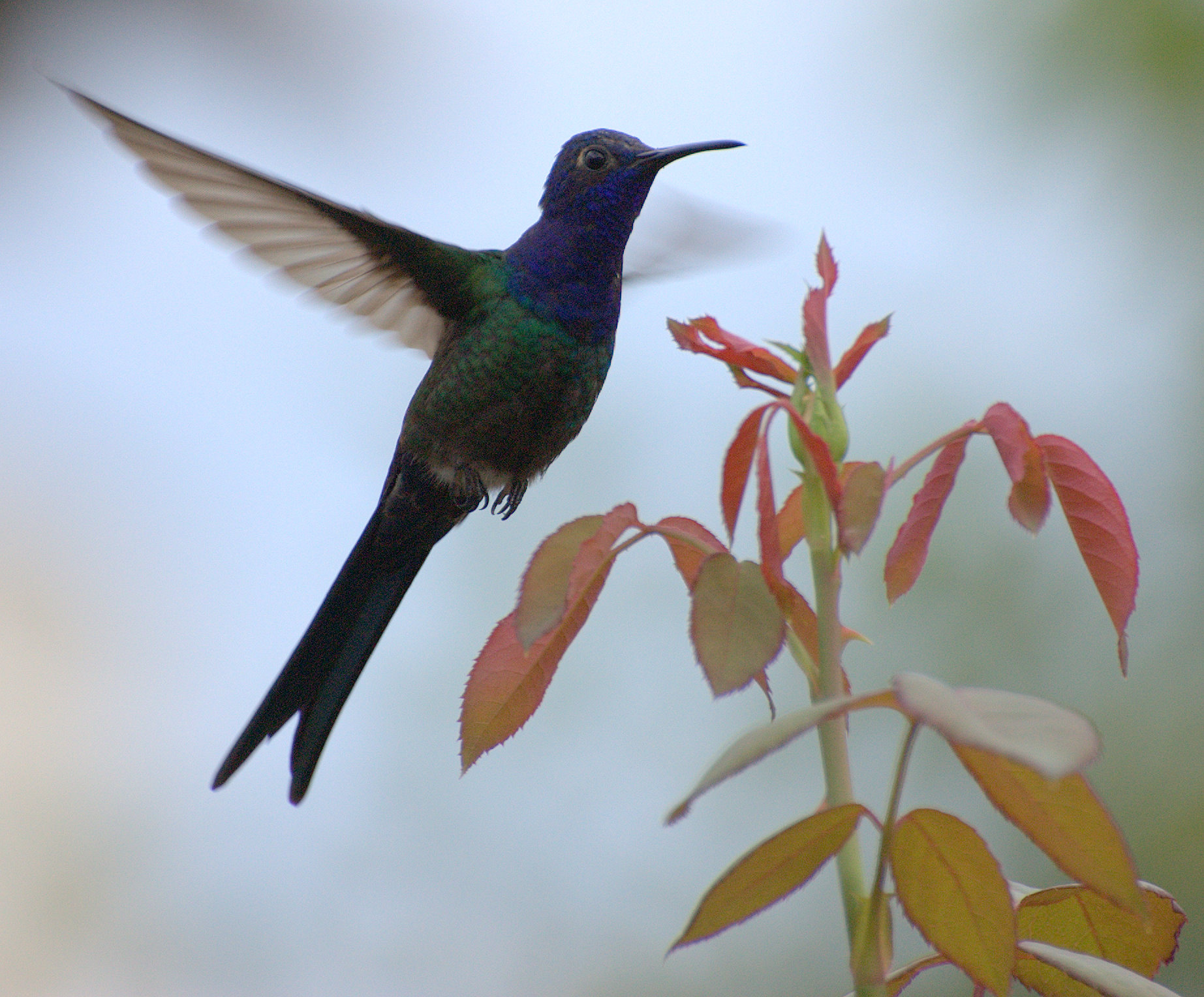
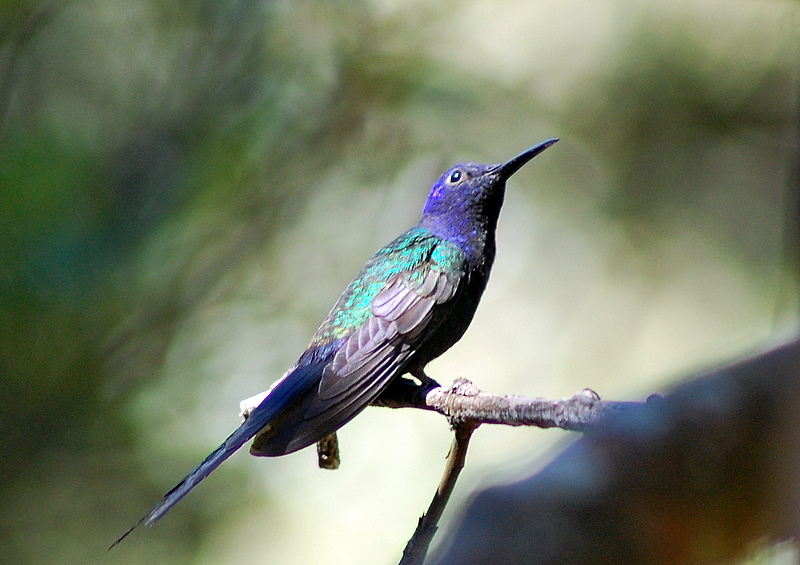
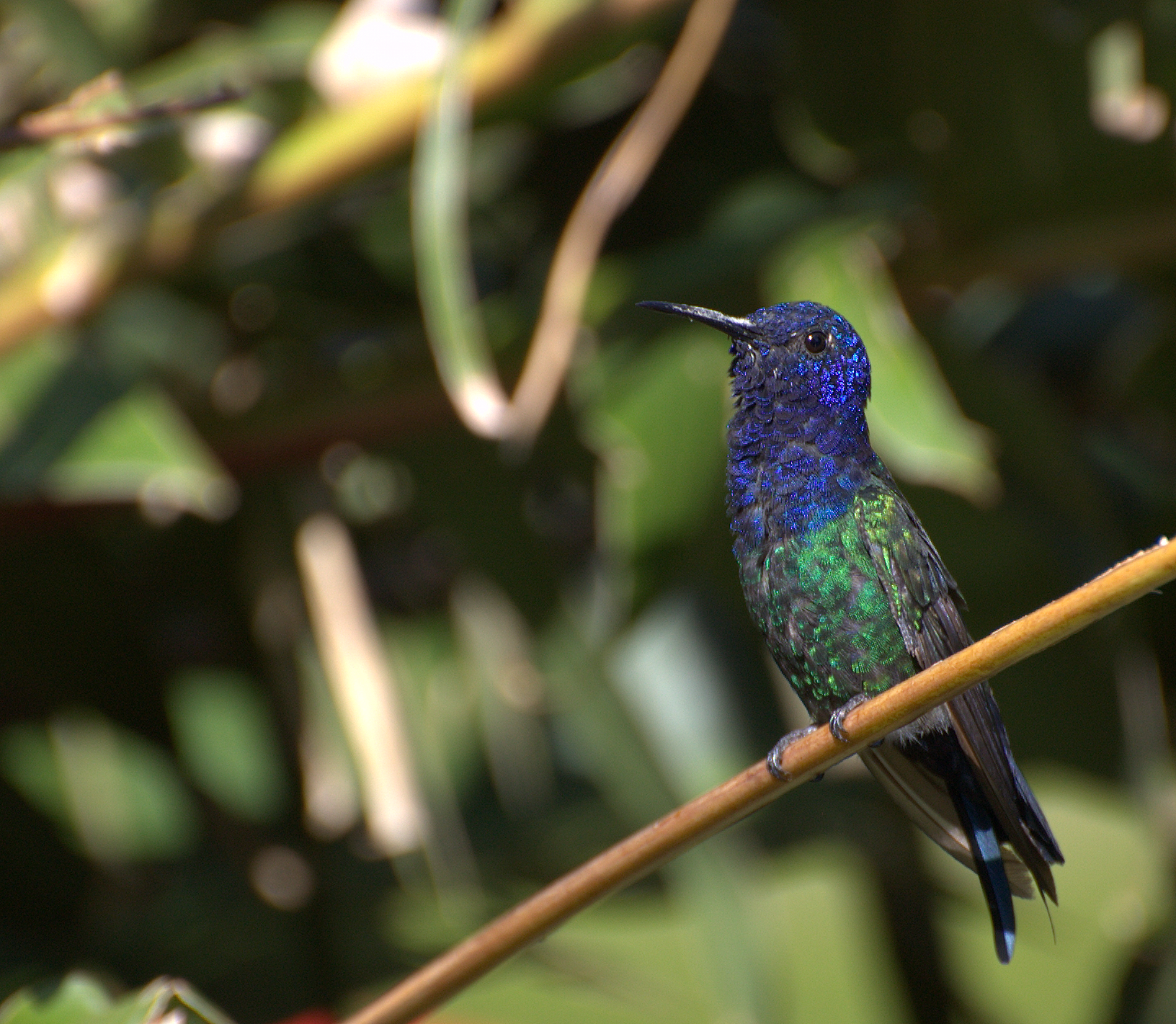
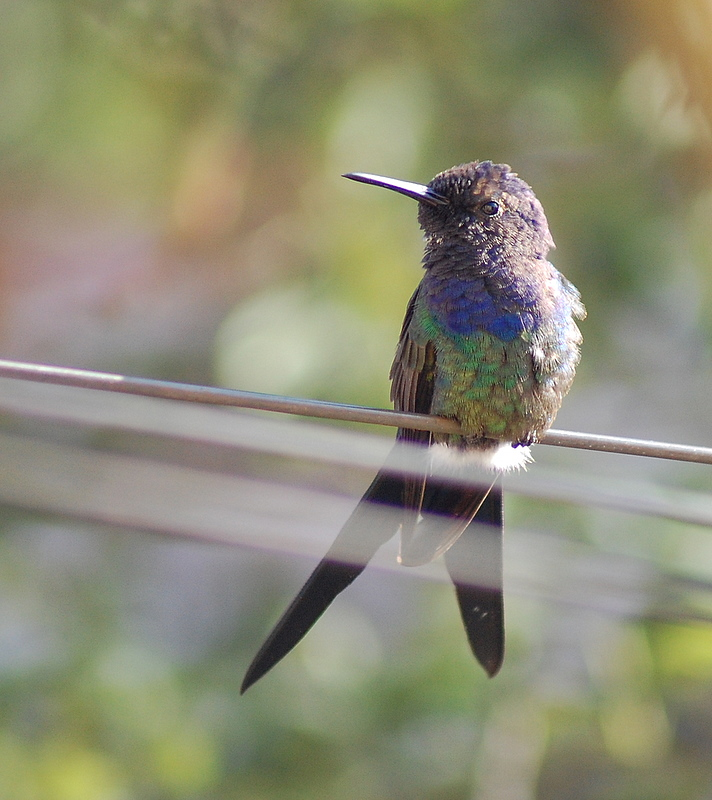